# Resolució 2325 del Consell de Seguretat de les Nacions Unides
La Resolució 2325 del Consell de Seguretat de les Nacions Unides fou adoptada per unanimitat el 15 de desembre de 2016. El Consell va instar a tots els països a fer més esforços per implementar la Resolució 1540 (2004) sobre mesures a prendre per prevenir que les armes de destrucció massiva caiguessin en mans de grups terroristes i altres actors no estatals.

## Declaracions
El vicesecretari general Jan Eliasson va cridar a la prevenció sobre les armes de destrucció massiva com una de les principals responsabilitats de la comunitat internacional. Els grups que no els preocupava la vida humana estaven buscant activament aquestes armes. Estat Islàmic ja havia utilitzat armes químiques.
A causa de la situació de seguretat en constant evolució, s'havien crear nous forats de seguretat que calia tancar. Per exemple, va sorgir la preocupació pel no regulat emmagatzematge de grans quantitats de combustible nuclear, nous processos més simples amb la finalitat de fer armes biològiques, la impressió 3D, avions no tripulats i la possibilitat que una central nuclear fos piratejada.
El think tank estatunidenc The Stimson Center va treballar des del principi amb el Comitè 1540, que supervisava l'aplicació de la resolució 1540. El president Brian Finlay va dir que el grup d'experts de nou membres del Comitè era ofegat per la feina. També es va referir a una proposta canadenca per enfortir la comissió en àrees específiques; però també la població podria ajudar al comitè detectant problemes de seguretat juntament amb el seu govern, tal com es feia a Finlàndia.
James Min de la companyia de missatgeria DHL va dir que el sector privat i públic havien de treballar junts contra activitats il·legals d'altres països. Tot i que les empreses no estaven obligades a aplicar la llei, havien de mantenir bons procediments per evitar que els països no estiguessin abusant dels seus serveis. Per exemple, la seva empresa havia implementat un sistema de control global que utilitzava llistes de persones i organitzacions contra les quals s'havien emès sancions. També va suggerir una regulació més uniforme dels controls d'exportació apropiada per a les empreses multinacionals, ja que cada país presenta les seves pròpies exigències i estàndards.
Alguns països, inclòs el Regne Unit, consideren que la resolució hauria d'haver donat al Comitè 1540 més oportunitats per animar els països a aplicar la Resolució 1540. Tanmateix, països com Xina van considerar que era important assenyalar que les mesures no eren una infracció de la sobirania dels països.

## Contingut
El Consell de Seguretat va reafirmar que els compromisos dels països imposats per la resolució 1540 no es poden interpretar d'una manera que seria contrària al Tractat de No Proliferació Nuclear, la Convenció sobre Armes Químiques o la Convenció sobre Armes Biològiques, o canviar les responsabilitats de l'Agència Internacional d'Energia Atòmica, o l'Organització per la Prohibició de les Armes Químiques.
Encara hi havia un gran risc que els països i no països, en particular els grups terroristes, adquirisquen armes nuclears i armes químiques i biològiques de destrucció massiva. Els països havien de controlar millor la producció, l'ús, l'emmagatzematge, el transport i l'exportació de materials relacionats amb armes nuclears, químiques i biològiques. Tanmateix, aquests esforços no haurien d'obstaculitzar la cooperació internacional, per exemple, en la recerca sobre energia nuclear.
La resolució 1540 també va demanar als països que informessin sobre les mesures que havien adoptat per implementar la resolució, i alguns no ho havien fet. Altres països demanaren ajuda en l'aplicació de la resolució 1540. Això també podria fer-se a nivell regional, igual que l'Organització dels Estats Americans al Carib. Per tant, la comissió 1540 i el grup d'experts havien de ser reforçats.